# Новокатеринославська волость
Новокатеринославська волость — адміністративно-територіальна одиниця Куп'янського повіту Харківської губернії з центром у слободі Новокатеринослав.
Станом на 1885 рік складалася з 25 поселень, 27 сільських громад. Населення — 16363 осіб (8095 чоловічої статі та 8268 — жіночої), 2891 дворове господарство.
|                     | Площа, десятин | У тому числі орної, дес. |
| ------------------- | -------------- | ------------------------ |
| Сільських громад    | 32264          | 29466                    |
| Приватної власності | 12121          | 5353                     |
| Казенної власності  | 4454           | 1005                     |
| Іншої власності     | 316            | 183                      |
| Загалом             | 49155          | 36007                    |

Основні поселення волості:
- Новокатеринослав (Сватова Лучка) — колишня державна слобода при річці Красна за 58 верст від повітового міста, 6326 осіб, 1298 дворів, 2 православні церква, 2 школа, лікарня, 2 поштові станції, поштова контора, аптека, 3 постоялих двори, 46 лавок, базари, 6 ярмарків на рік.
- Боголюбовка — колишня державна слобода, 140 осіб, 33 дворів, православна церква.
- Гончарівка — колишнє державне село при річці Красна, 1477 осіб, 264 двори, православна церква, школа.
- Білоцерківське — колишнє державне село при річці Харин, 1476 осіб, 238 дворів, православна церква, 2 ярмарки на рік.
- Коломийчихине — колишнє державне село, 1395 осіб, 222 двори.
- Куземівка — колишнє державне село, 1406 осіб, 205 дворів, православна церква, школа, 2 ярмарки на рік.